# How Things Do Develop
How Things Do Develop è un cortometraggio muto del 1914 diretto da Hay Plumb.

## Trama
Per sbaglio, un professore crede che la macchina fotografica del corteggiatore di sua figlia sia la sua.

## Produzione
Il film fu prodotto dalla Hepworth.

## Distribuzione
Distribuito dalla Hepworth, il film - un cortometraggio di 160 metri - uscì nelle sale cinematografiche britanniche nel maggio 1914.
Fu distrutto nel 1924 dallo stesso produttore, Cecil M. Hepworth. Fallito, in gravissime difficoltà finanziarie, Hepworth pensò in questo modo di poter almeno recuperare il nitrato d'argento della pellicola.